# 西班牙裔赤道幾內亞人
西班牙裔赤道幾內亞人，是指生於或定居於赤道幾內亞的西班牙人，也指定居於西班牙的赤道幾內亞人。估計人數為16000人，多是黑白混血穆拉托人，人數約22000人。他們與黑人婦女的混血兒稱費爾南迪洛人。

## 來源
西班牙裔赤道幾內亞人多是來自卡斯蒂利亞與瓦倫西亞的地主，在當地經營種植園。他們的文化水平大大高於移民到美洲的西班牙人，而且由於幾內亞從來沒有吸引人大規模移民的的地方，那些選擇住在幾內亞的西班牙人通常鑑於優越的薪酬或津貼才前往該地，他們多是專業人士。
西班牙人在赤道幾內亞一般不具有永久物業，而是一個特定的時間內工作，並且幾乎總是會返回西班牙，結果是他們幾乎只與西班牙人接觸。但也有跡象表明，有些西班牙人已幾代住在赤道幾內亞。
在赤道幾內亞異族通婚的數目也比在拉丁美洲少得多，相對於拉美加勒比地區，赤道幾內亞蛋西班牙殖民者多隨同帶來西班牙婦女。然而，20世紀40年代和50年代黑白混血的後代數量有所增加，多是與當地黑人婦女的私生子女。這些混血後代多由母方照顧。

## 語言與宗教
由於西班牙人曾統治這個國家，西班牙語成為赤道幾內亞官方語言。西班牙裔赤道幾內亞人也說法語與其他2種當地主要班圖語，大部分西班牙裔赤道幾內亞人都是基督教徒，主要是羅馬天主教徒和一些新教徒。也使赤道幾內亞成為非洲最大的基督教國家之一。